# Cymodoce alis
Cymodoce alis là một loài chân đều trong họ Sphaeromatidae. Loài này được Barnard miêu tả khoa học năm 1955.